# HMS Undine (1937)
HMS Undine (N48) («Андин», «Ундина») — британская дизельная подводная лодка типа U (первой группы), построенная на верфи «Виккерс-Армстронг» в Барроу-ин-Фёрнесс и участвовавшая во Второй мировой войне. Затонула 7 января 1940 года после выхода из строя сонара.

## Служба
К началу войны «Ундина» числилась в составе 6-й флотилии подводных лодок, с 26-29 августа 1939 года находившейся на базах в Данди и Блите.
В январе 1940 года на «Ундине», совершавшей четвёртый боевой поход, отказал гидролокатор. 7 января в 9:40 находившаяся в 20 милях к западу от Гельголанда лодка обнаружила группу из трёх траулеров, на деле оказавшихся немецкими тральщиками M-1201, M-1204 и M-1207. «Ундина» безуспешно атаковала головной корабль, после чего тральщики контратаковали и вынудили подлодку погрузиться. «Ослепшая» из-за поломки гидролокатора лодка двигалась на глубине 50 футов (около 15 м). После пятиминутного затишья командир корабля приказал поднять перископ. После того, как перископ показался над поверхностью воды, лодку сотряс сильный взрыв, подбросивший её носовую оконечность и заклинивший руль глубины. После случившегося был отдан приказ покинуть потерявшую управление лодку. Британские моряки начали прыгать в воду и позднее были подняты немецкими тральщиками, лодка же в это время была затоплена.